# WASP-39b
WASP-39b是一顆熱土星型太陽系外行星，於2011年由超廣角尋找行星計劃發現。該行星因為在大氣層內發現大量水而聞名。WASP-39b在天球上位於室女座，距離地球約700光年。

## 行星性質

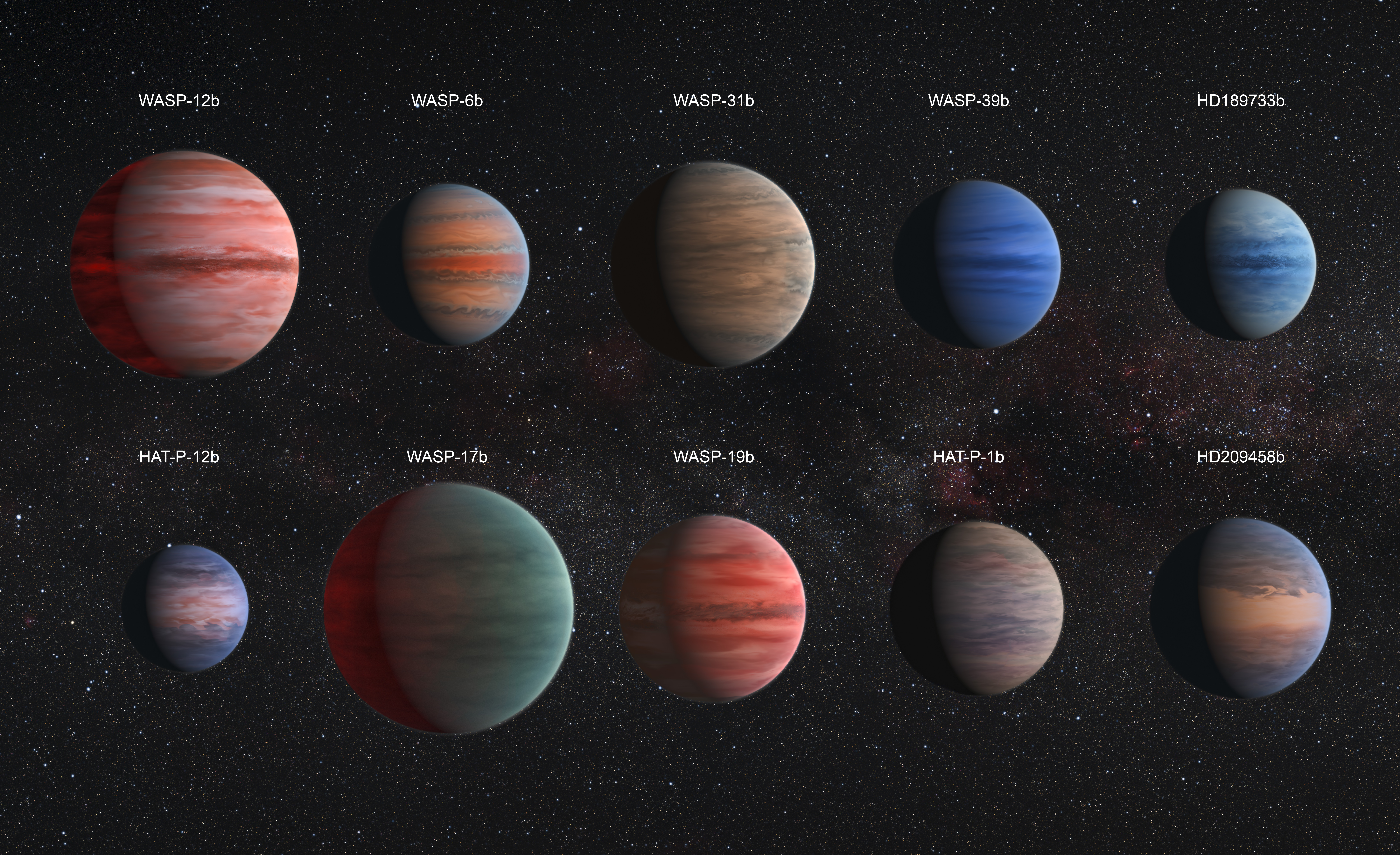
多顆熱木星行系外行星比較。WASP-39b為上列左起第四顆（想像圖）
從左上至右下的行星分別為：WASP-12b、WASP-6b、WASP-31b、WASP-39b、HD 189733 b、HAT-P-12b、WASP-17b、WASP-19b、HAT-P-1b和HD 209458b.

WASP-39b的質量為木星的0.28倍，但半徑為木星的1.27倍。該行星環繞母恆星WASP-39的軌道週期為4日。天文學家於2018年宣布在WASP-39b的大氣層內發現高溫水分子。
WASP-39b也因為其極低的密度而聞名，其密度僅高於已知最低的行星WASP-17b。WASP-17b的密度為0.13±0.06 g/cm3，而WASP-39b則是稍高的0.18±0.04 g/cm3。

## 外部連結
维基共享资源上的相關多媒體資源：WASP-39b